# Enrico Feroci
Enrico Feroci est un prélat italien qui a exercé son ministère de prêtre dans le diocèse de Rome. Il est créé cardinal par le pape François le 28 novembre 2020.

## Biographie
Enrico Feroci naît le 27 août 1940 dans la commune italienne de Pizzoli, située dans les Abruzzes. À l'âge de onze ans, il entre au petit séminaire pontifical romain et, après le lycée, continue au grand séminaire romain. Il est ordonné prêtre le 13 mars 1965. Il est alors nommé assistant au Petit Séminaire Pontifical Romain pendant un an, puis au Grand Séminaire de 1966 à 1968. Il accomplit ensuite de nombreuses missions pastorales et administratives dans le diocèse de Rome. 
De 2009 à 2017, il dirige la branche romaine de Caritas, qui supervise les services sociaux et les programmes de secours. En 2011, Benoît XVI le nomme consultant du Conseil pontifical pour la pastorale des migrants et des personnes en déplacement.
Le 10 novembre 2017, Angelo De Donatis, vicaire général de Sa Sainteté pour le diocèse de Rome, nomme Enrico Feroci au poste de président de l'Association cléricale publique des Fils oblats de Santa Maria del Divino Amore, à Castel di Leva. C’est un lieu de pèlerinage populaire qui abrite une icône miraculeuse représentant la Vierge à l'Enfant, très vénérée par les Romains. Pendant cette année de direction, il accueille le pape François lors du pèlerinage qui a lieu le 1er mai 2018. Le 1er septembre 2018, Enrico Feroci est nommé recteur du sanctuaire et du séminaire de la Madonna del Divino Amore. Il reçoit également les titres honorifiques de chambellan et chanoine de la basilique Saint-Jean-de-Latran. Le 1er septembre  2019, il est nommé curé de la paroisse Santa Maria del Divino Amore a Castel di Leva.
Sensibilisé par son action pour les pèlerins, les pauvres et les migrants, le pape François annonce le 25 octobre 2020 qu’il sera créé cardinal lors du consistoire du 28 novembre. Pour se conformer au motu proprio Cum gravissima, qui prévoit que tous les cardinaux doivent être revêtus de la dignité épiscopale, Enrico Feroci est nommé le 30 octobre 2020 archevêque titulaire de Cures Sabinorum (de).  Le 15 novembre suivant, dans son église paroissiale, il reçoit l’investiture épiscopale des mains du cardinal Angelo De Donatis. Enrico Feroci est nommé cardinal-diacre de  Santa Maria del Divino Amore a Castel di Leva, que le pape François érige en diaconie. 
Âgé de plus de 80 ans, Enrico Feroci ne peut plus participer à un conclave.